# Saint-Élier
Saint-Élier és un municipi francès situat al departament de l'Eure i a la regió de Normandia. L'any 2007 tenia 454 habitants.

## Demografia

### Població
El 2007 la població de fet de Saint-Élier era de 454 persones. Hi havia 174 famílies de les quals 24 eren unipersonals (16 homes vivint sols i 8 dones vivint soles), 63 parelles sense fills, 75 parelles amb fills i 12 famílies monoparentals amb fills.
La població ha evolucionat segons el següent gràfic:
Habitants censats

### Habitatges
El 2007 hi havia 187 habitatges, 174 eren l'habitatge principal de la família, 11 eren segones residències i 2 estaven desocupats. Tots els 186 habitatges eren cases. Dels 174 habitatges principals, 162 estaven ocupats pels seus propietaris, 9 estaven llogats i ocupats pels llogaters i 3 estaven cedits a títol gratuït; 15 tenien tres cambres, 42 en tenien quatre i 117 en tenien cinc o més. 131 habitatges disposaven pel capbaix d'una plaça de pàrquing. A 66 habitatges hi havia un automòbil i a 101 n'hi havia dos o més.

### Piràmide de població
La piràmide de població per edats i sexe el 2009 era:
| Homes | Edats   | Dones |
| ----- | ------- | ----- |
| 0     | 95 o +  | 0     |
| 0     | 90 a 94 | 0     |
| 4     | 85 a 89 | 0     |
| 8     | 80 a 84 | 4     |
| 4     | 75 a 79 | 12    |
| 4     | 70 a 74 | 4     |
| 8     | 65 a 69 | 4     |
| 4     | 60 a 64 | 8     |
| 16    | 55 a 59 | 12    |
| 20    | 50 a 54 | 16    |
| 28    | 45 a 49 | 28    |
| 16    | 40 a 44 | 24    |
| 24    | 35 a 39 | 24    |
| 20    | 30 a 34 | 24    |
| 4     | 25 a 29 | 4     |
| 8     | 20 a 24 | 12    |
| 28    | 15 a 19 | 20    |
| 24    | 10 a 14 | 20    |
| 12    | 5 a 9   | 16    |
| 20    | 0 a 4   | 4     |

## Economia
El 2007 la població en edat de treballar era de 323 persones, 242 eren actives i 81 eren inactives. De les 242 persones actives 221 estaven ocupades (113 homes i 108 dones) i 21 estaven aturades (11 homes i 10 dones). De les 81 persones inactives 38 estaven jubilades, 25 estaven estudiant i 18 estaven classificades com a «altres inactius».

### Ingressos
El 2009 a Saint-Élier hi havia 175 unitats fiscals que integraven 456,5 persones, la mediana anual d'ingressos fiscals per persona era de 20.194 €.

### Activitats econòmiques
Dels 18 establiments que hi havia el 2007, 1 era d'una empresa de fabricació d'altres productes industrials, 6 d'empreses de construcció, 3 d'empreses de comerç i reparació d'automòbils, 1 d'una empresa financera, 2 d'empreses immobiliàries, 1 d'una empresa de serveis, 3 d'entitats de l'administració pública i 1 d'una empresa classificada com a «altres activitats de serveis».
Dels 7 establiments de servei als particulars que hi havia el 2009, 1 era una autoescola, 1 paleta, 1 guixaire pintor, 2 lampisteries, 1 electricista i 1 saló de bellesa.

## Equipaments sanitaris i escolars
El 2009 hi havia una escola elemental integrada dins d'un grup escolar amb les comunes properes formant una escola dispersa.

## Poblacions més properes
El següent diagrama mostra les poblacions més properes.